# Сабуров, Андрей Васильевич
Андрей Васильевич Сабуров (ум. 1534) — дворянин, стольник, окольничий (с 1509 года), воевода и боярин из потомков татарского мирзы Чета, перешедшего на службу московским князьям. Младший из четырёх сыновей боярина Василия Фёдоровича Сабурова (ум. 1485). Двоюродный дядя великой княгини Соломонии Юрьевны Сабуровой, первой супруги великого князя московского Василия III.

## Биография
Впервые упоминается в разрядах в 1495 году, когда участвовал похода великого князя московского Ивана III Васильевича в Новгород и (как стольник) во время поездки великой княгини Елены Ивановны в Литву.
В 1499 году, как один из воевод, посланных в Казань для поддержки московского ставленника Абдул-Латифа против сибирского царевича Агалака. Вместе с князем Иваном Александровичем Суздальским Барбашей, Михаилом Константиновичем Беззубцевым и Семёном Карповичем командовал судовой ратью.
Во время Русско-казанской войны 1505—1507 года Андрей Сабуров участвует в крайне неудачном походе русской рати под командованием удельного князя углицкого Дмитрия Ивановича Жилки на Казань в 1506 году. Во время похода был с другими воеводами у «наряда» (артиллерии), приданного к большому полку судовой рати. В 1506 году в войске на Муроме князя Д. В. Щени-Патрикеева служил вторым воеводой полка правой руки.
В 1508 году Андрей Васильевич Сабуров участвовал в русско-литовской войне 1507—1508 года. В летнем походе 1508 года на Литву «из Северы» он возглавлял сторожевой полк. Встречал с другими воеводами князя Михаила Львовича Глинского. В большом осеннем походе на Литву 1508 года он был в том же полку, но только пятым воеводой. За ратные успехи и в силу родственных связей с Василием III к осени 1509 года А. В. Сабуров, когда он сопровождал великого князя в Новгород, стал окольничим. В 1512 году Андрея Сабурова отправили в Серпухов в ожидании набега крымцев.
В 1513 году во время русско-литовской войны 1512—1522 года Андрей Васильевич Сабуров в чине окольничего командовал передовым полком, шедшим от Дорогобужа к Смоленску. Во время второго смоленского похода он возглавлял сторожевой полк, находившийся в рати князя Д. В. Щени-Патрикеева, расположенной в Вязьме. Затем в авангарде русских войск, шедших к Смоленску, А. В. Сабуров командовал передовым полком. В «большой рати» под Смоленском он только второй в том же полку.
Зимой 1514 года в рати князя Василия Васильевича Немого-Шуйского, направленной в поход на ВКЛ, он уже второй воевода большого полка. В 1515 году Андрей Сабуров наместничал с князем Василием Немым-Шуйским во Пскове. К нему были направлены с войском воеводы князь Иван Шамин и Юрий Замятнин, вместе с ними он отправился в поход на Браслав. В том же году он с отрядом в 3000 человек внезапной атакой захватил Рославль. Его действия вызвали ответную реакцию со стороны великого князя литовского Сигизмунда Казимировича — поход из Полоцка и осаду Опочки Константином Острожским. В 1519 году А. В. Сабуров в армии князя В. В. Шуйского, двинувшейся из Вязьмы, участвовал в походе на Литву, снова второй воевода в большом полку. В феврале 1520 года он назван шестым в боярском приговоре по делу о краже.
В 1521 году во время набега крымского хана Мехмед Герая Андрей Сабуров находился в Муроме третьим среди воевод, затем на Коломне при князе Борисе Ивановиче Горбатом-Шуйским. Во время коломенского похода великого князя Василия III Ивановича в 1522 году для защиты от возможного нападения крымского хана Андрей Васильевич Сабуров возглавлял сторожевой полк на Кашире.
Затем на девять лет А. В. Сабуров исчезает из разрядов. Очевидно, это было связано с пострижением Соломонии Юрьевны и вторым браком Василия III Ивановича на Елене Глинской. Последний раз Андрей Сабуров упоминается в конце 1531 года на Костроме, причем впервые с боярским титулом.
Дети: Василий, Михаил и Григорий (ум. 1530).